# Ballonflucht

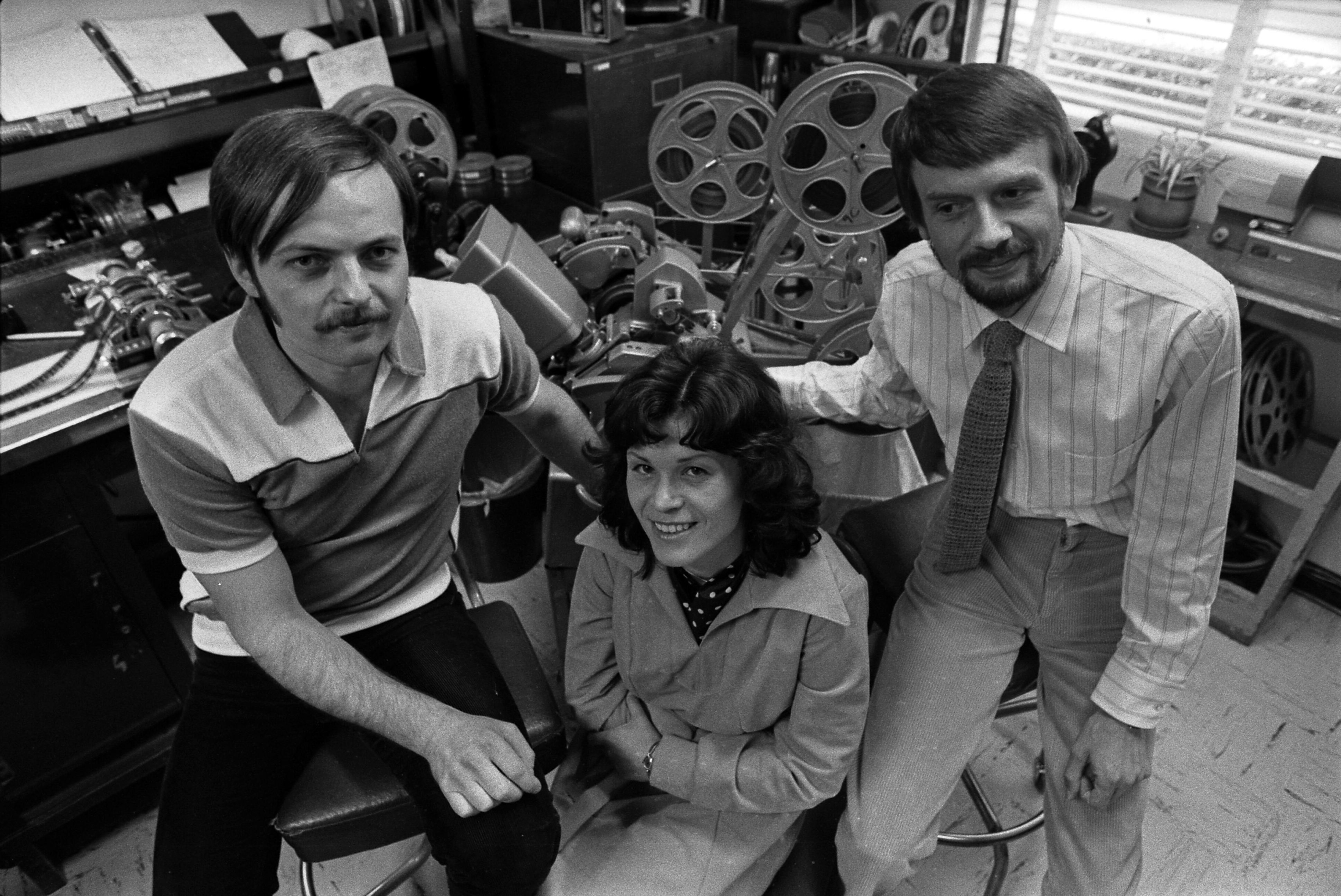
Günter Wetzel (links), Doris Strelzyk und Peter Strelzyk (1979)

Mit einer aufsehenerregenden Ballonflucht gelang am 16. September 1979 den Familien Strelzyk und Wetzel aus Pößneck (Thüringen) die Flucht über die innerdeutsche Grenze aus der DDR in die Bundesrepublik Deutschland in einem selbstgebauten Heißluftballon.

## Vorbereitung der Flucht
Peter Strelzyk und Günter Wetzel waren Arbeitskollegen in der Kunststofffabrik VEB Polymer Pößneck. In monatelanger Arbeit beschafften sie gemeinsam mit ihren Ehefrauen die benötigte Menge Stoff, nähten daraus einen Ballon, fertigten eine Gondel an und experimentierten mit einem Brenner. Für die Ballonhülle war ein erforderliches Volumen von 2800 Kubikmeter errechnet worden.
Die Familien bauten insgesamt drei Ballons. Der erste bestand aus Futterstoff aus einer Ledertaschenfabrik, der sich jedoch bei einem Füllversuch als ungeeignet erwies, weshalb die Familien ihn vernichteten.
Der zweite Ballon bestand aus Taftstoff, den Peter Strelzyk und Günter Wetzel in einem Kaufhaus in Leipzig gekauft hatten. Sie gaben sich dabei als Mitglieder eines Segelclubs aus. Da die konstruierte Gondel zu klein war, um beide Familien zu tragen, stieg die Familie Wetzel aus dem Plan aus, und die Strelzyks unternahmen in der Nacht vom 3. zum 4. Juli 1979 allein einen Fluchtversuch. Nach dem Start auf einer Wiese zwischen Oberlemnitz und Heinersdorf saugte sich die Ballonhülle mit Wasser voll, sodass der Ballon früher als geplant an Höhe verlor und schließlich nach 34-minütiger Fahrt zwei Kilometer vor der Grenze auf DDR-Territorium bei Hornsgrün niederging. Die Strelzyks konnten unbemerkt nach Hause zurückkehren, mussten jedoch den Ballon und weitere persönliche Gegenstände im Wald zurücklassen. Ein Volkspolizist, der sich einige Tage später privat zum Holzsammeln im Wald aufhielt, entdeckte die Reste des Ballons, meldete seinen Fund jedoch nicht, da er das Sperrgebiet entlang der Grenze unbefugt betreten hatte. Schließlich entdeckte am Morgen des 20. Juli 1979 ein Jäger den Ballon und meldete den Fund dem örtlichen ABV der Volkspolizei. Die Staatssicherheit leitete daraufhin eine Fahndung ein, die jedoch ergebnislos verlief. Am 14. August 1979 schalteten die Behörden in der Volkswacht, dem damaligen Organ der SED-Bezirksleitung, eine Anzeige, in der die Bevölkerung um Hinweise zu den beim Ballon aufgefundenen Gegenständen – einem Barometer, einem Taschenmesser und einer Wasserpumpenzange – im Zusammenhang mit einer nicht näher bezeichneten „schweren Straftat“ gebeten wurde.
Währenddessen arbeiteten die beiden Familien an einem dritten Ballon, dessen Material sie diesmal – anders als das der ersten beiden – in zahlreichen kleinen Posten an vielen unterschiedlichen Orten besorgten. Die Hülle dieses dritten Ballons war 28 Meter hoch, 20 Meter breit und wurde aus vier unterschiedlichen Stoffen genäht: Regenschirmseide, Taftstoff, Zeltnylon und Bettinletts. Die Gondel bestand aus einer 1,40 m mal 1,40 m großen hölzernen Plattform mit einem 80 cm hohen Geländer aus vier Eckpfosten und Wäscheleine.

## Fluchtverlauf

Informationssäule nahe dem Landeplatz des Ballons bei Naila. Der Ballon kam damals rechts unten auf der Wiese herunter.

Unmittelbar nachdem am 15. September 1979 die letzten Stoffbahnen in Jena gekauft und vernäht worden waren, entschlossen sich die Familien wegen der günstigen Wetterbedingungen, noch in derselben Nacht zu starten. Als Startplatz diente erneut die Wiese bei Oberlemnitz, von der aus der missglückte Fluchtversuch vom 4. Juli begonnen hatte. Die acht Personen kauerten während der Fahrt mit dem Rücken zum Geländer und hielten sich an den in der Mitte stehenden vier Propangasflaschen fest. Die Fahrt dauerte 28 Minuten, in denen eine Distanz von 18 Kilometern überwunden wurde. Der Ballon landete in einem Waldstück bei Naila im Landkreis Hof. Nach der Landung hielten sich die Frauen mit den Kindern zunächst im Wald versteckt, während die beiden Männer das Gelände erkundeten und schließlich auf eine bayerische Polizeistreife stießen, die ihnen bestätigte, dass sie die Bundesrepublik erreicht hatten.

## Nach der Flucht
Laut Darstellung Günter Wetzels auf seiner Website brachen die beiden Familien aufgrund einiger Unstimmigkeiten schon kurz nach der gemeinsamen Flucht den Kontakt zueinander ab. Peter Strelzyk eröffnete ein Elektrofachgeschäft in Bad Kissingen, Günter Wetzel wurde Kfz-Meister in der Nähe von Hof. Ein Freund Strelzyks kam in der DDR wegen Fluchthilfe in Haft; nachdem er 1982 in die Bundesrepublik hatte ausreisen dürfen, stellte ihn Strelzyk als Mitarbeiter ein. Später stellte sich heraus, dass das Ministerium für Staatssicherheit (MfS) ihn während der Haft als Inoffiziellen Mitarbeiter angeworben und möglicherweise gezielt beauftragt hatte, Strelzyk geschäftlich zu schädigen. Auch die Familie Wetzel stand unter Beobachtung des MfS.
Nach der deutschen Wiedervereinigung zog das Ehepaar Strelzyk wieder in sein Reihenhaus in Pößneck, wo es zu DDR-Zeiten gelebt hatte. Peter Strelzyk starb am 11. März 2017 im Alter von 74 Jahren in Jena.
Die Flüchtlinge schenkten die Gondel des Ballons der Stadt Naila, die sie gemeinsam mit zehn Bahnen des Ballonstoffs an das Mauermuseum am Berliner Checkpoint Charlie weitergab. Die Ballonhülle ist seit Oktober 2024 im Stadtmuseum Naila ausgestellt. Zuvor war sie seit Mai 2019 im Museum der Bayerischen Geschichte in Regensburg zu sehen.

## Verfilmungen
- 1982: Die Ballonflucht wurde in dem US-amerikanischen Spielfilm Mit dem Wind nach Westen dargestellt und von den Strelzyks in einem Buch beschrieben.
- 2018: Als deutscher Thriller Ballon wurde die Flucht von Michael Herbig erneut verfilmt.
- Die MacGyver-Folge GX-1 nimmt indirekt Anspielung auf die Ballonflucht. So baut sich der Protagonist einen improvisierten Heißluftballon, um damit die innerdeutsche Grenze zu überqueren.

## Ähnliche Fluchtversuche
- Winfried Freudenberg verunglückte im März 1989 bei einem Fluchtversuch mit einem Gasballon von Ost- nach West-Berlin tödlich.